# Quimono

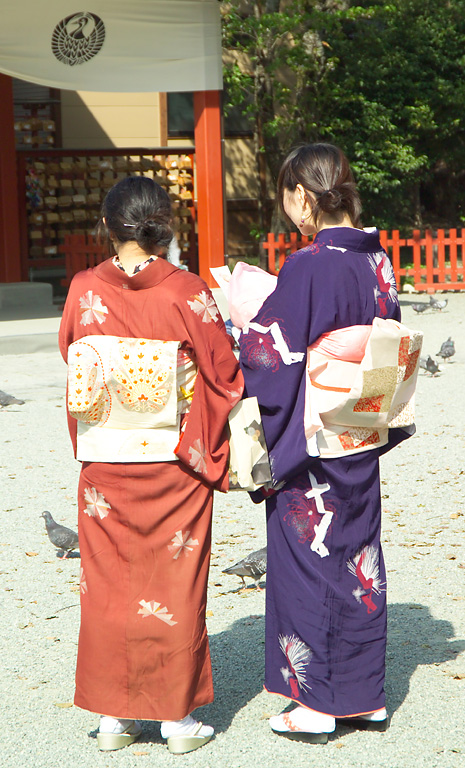
Dones portant un quimono

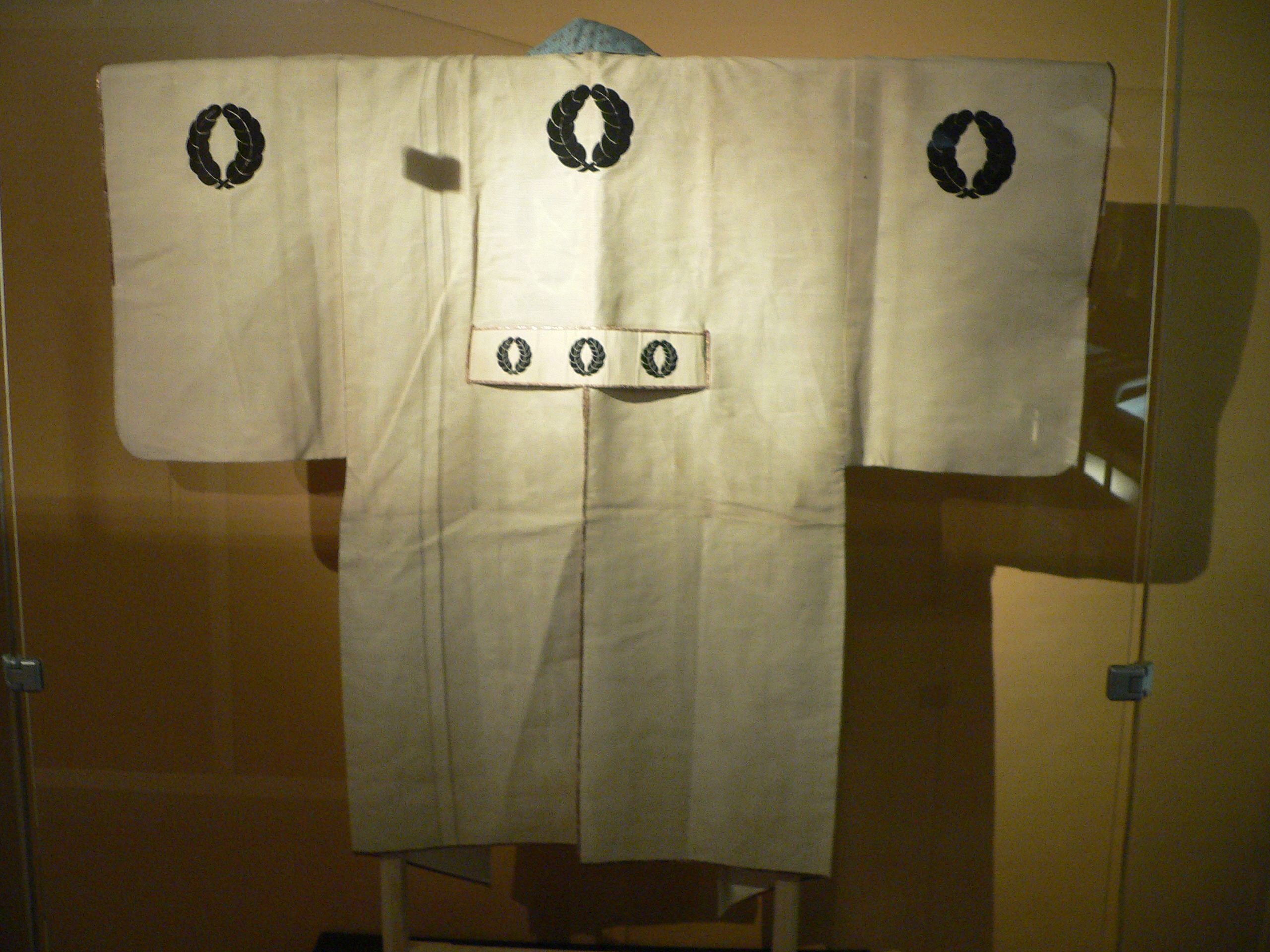
Haori desplegat

El quimono (着物, kimono, "cosa de vestir") és una túnica llarga que constitueix el vestit tradicional japonès. Encara que actualment la majoria de japonesos utilitzen roba occidental, acostumen a vestir-se amb quimonos els dies de festa i en ocasions especials. La faixa ampla que s'ajusta al quimono s'anomena obi. A occident es dona també el nom de quimono al vestit que s'utilitza en algunes arts marcials i que al Japó s'anomena keikogi.

## El quimono i la seva evolució
La paraula japonesa kimono significa literalment cosa de vestir (ki 'vestir, mono cosa). El quimono és una túnica llarga que constitueix el vestit tradicional japonès, encara que actualment la majoria de japonesos utilitza roba occidental, acostumen a vestir-se amb quimonos els dies de festa i en ocasions especials.
El quimono ha patit múltiples transformacions al llarg de la història, fins a convertir-se en el que avui es coneix com a quimono. Els quimonos amb el patró actual es van començar a utilitzar durant el període Heian (794-1119), però abans d'aquest període el poble japonès es vestia amb combinació de dues peces (una camisa més un pantaló o faldilla) o amb un vestit d'una sola peça. Però en l'època Heian és quan es descobreix el patró de línia recta, que consistia a tallar les peces de roba en línia recta per posteriorment cosir-les i així crear el vestit. Aquest nou tipus de patronatge tenia molts avantatges, ja que a l'hora de fer el vestit no s'havia de tenir en compte la forma del cos de la persona; a més a més de les facilitats que donava a l'hora de guardar la roba i doblegar-la (ja que la roba es basava en formes rectes) i el fet que es podia fer servir per qualsevol època de l'any, ja que a l'hivern es podien confeccionar combinacions de quimonos sobreposats i a l'estiu el fet que fossin de lli ajudava a aguantar la calor.
Tots aquests avantatges van facilitar el fet que el poble japonès acceptés el quimono com la nova roba de moda. Un cop el quimono va ser acceptat i usat per la gran majoria de la població, va sorgir el que podríem anomenar com la moda del quimono, és a dir, la gent, per tal d'individualitzar el nou “vestit nacional”, va començar a crear combinacions amb els colors i els símbols, i va crear tota una reglamentació del vestit amb les seves normes. Aquesta reglamentació va acabar adquirint una gran importància, ja que mitjançant els colors i els símbols podien saber l'estatus i la ideologia política. Un exemple de com el color aportava significat al vestit és que el color negre significava saviesa, protegia contra el mal; el color gris era per gent comú; el color púrpura era utilitzat pels estatus socials més alts de la societat. Durant el Shogunat Kamakura (1192) i el Shogunat Ashikaga (1338-1573) tant homes com dones portaven uns quimonos que es caracteritzaven pels seus colors vius. Amb el temps el quimono va anar evolucionant fins a considerar-se com una peça d'art que les famílies trametien com herència. El període Tokugawa dels segles XVII al XIX es va caracteritzar per fet que els quimonos van arribar a la seva màxima esplendor en sumptuositat, ostentació i decoració. En un inici, el quimono era confeccionat de cànem i lli, però la influència de la Xina al Japó va fer que es canviés la matèria primera i s'utilitzés la seda natural, donant així un valor afegit al quimono, i atorgant-li connotacions socials (de forma més generalitzada) i econòmiques.
Durant l'era Meiji (1868-1912) Japó va ser influenciada per la cultura occidental i com a conseqüència el govern va promoure la utilització de roba occidental. Així els militars i funcionaris eren obligats a canviar el quimono per roba occidental en els actes públics. Després de la Segona Guerra Mundial la societat japonesa va canviar i a conseqüència de la guerra la societat es trobava en un estat depressiu, però també era conscient de la necessitat d'oblidar el passat i seguir endavant. Una manera de seguir endavant va ser deixar d'usar el quimono com una peça de roba quotidiana per a començar a vestir-se amb roba occidental. Amb la incorporació de l'estil occidental, tant en el vestit com en el pentinat, la societat japonesa va crear un estil propi, ja que es podia veure a una dona japonesa vestida amb quimono però pentinada i maquillada de forma occidental i a l'inrevés. També cal dir que el quimono es va seguir usant però formalment, és a dir, el quimono només s'usava en moments especials per la família, com casaments o reunions familiars, i fins i tot en aquests casos importants podem trobar que una mateixa família uneix l'estil occidental amb l'oriental.
La poca gent que encara es vestia amb quimono era gent majoritàriament de pocs recursos, ja que eren quimonos heretats o bé cosits per ells mateixos. Aquests quimonos són entesos com una manera d'expressar el sentiment de la societat japonesa i, per tant, es caracteritzen per ser de colors pastels i terra, amb la finalitat de ser discrets tant pels colors com pels motius decoratius que tenien.
El quimono va acabar sent una peça que simbolitzava la tradició i el passat del Japó, però el que la societat volia era oblidar el passat i caminar endavant, així que el quimono va ser una peça quasi d'ús exclusiu de geishes i monjos, ja que representava el passat i les tradicions del Japó que molts volien oblidar. Els pocs quimonos que encara es feien, estaven pensats per ser peces de vestir que no cridessin l'atenció, i amb uns motius decoratius sobris i discrets.
Amb el temps, però, els quimonos van deixar pas a la vestimenta occidental i el quimono va quedar relegat a ser un vestit d'ús domèstic o, per a aquells que s'ho podien permetre, utilitzaven els quimonos pels moments importants familiars. Es pot dir que l'únic quimono que s'ha mantingut al llarg dels temps sense canvis i que ha superat totes les crisis socials, és el quimono de casament de les filles, ja que aquest quimono simbolitza la tradició japonesa que s'ha mantingut sempre immutable.

## Parts que conformen un quimono
Al llarg de la història han existit molts tipus diferents de quimonos, s'ha de tenir en compte que el quimono representava l'edat i l'estat social de qui el portava. Per tant, podem dir que de quimonos n'hi ha de molt diferents.
Els quimonos es divideixen segons el patró qui tinguin, l'estació en què es posa i l'edat de qui el porta. Així tindrem quimonos per homes, dones (solteres, casades i vídues) i nens, sense tenir en compte que hi ha quimonos formals, semiinformals i de diari. Actualment el quimono és una peça de roba que s'utilitza en ocasions especials, i que es considera un símbol de tradició però també de poder econòmic, ja que fins i tot un quimono de cotó senzill i sense gaires decoracions, té un preu elevat, ja que és una peça feta de forma artesana (en la seva majoria). També és cert que actualment alguns quimonos estan fets amb algun % de matèries sintètiques, i que això rebaixa el seu preu final, però a més a més de la peça de roba en si, s'ha de tenir en compte que el quimono no és només el vestit, sinó que va acompanyat d'uns accessoris tant de vestir (com els mitjons, la roba interior) com dels adorns (ventalls, mocadors, etc.). Per tenir un exemple de quin pot ser el valor d'un quimono, s'ha de dir que un quimono de gala, com és el furisode pot superar fàcilment els 3.000 euros, i aquí només està inclòs el quimono com la peça de roba, sense els complements i els adorns.
Antigament les dones no portaven roba interior (calcetes), la roba interior del quimono era el hadajuban, que consisteix en un peça de roba semblant a un vestit senzill de lli o de cotó que arriba fins als genolls i amb les mànigues curtes, (també es pot dividir en dues peces). Actualment les dones sí que porten roba interior (calcetes i sostenidors), però per portar-la sota el quimono ha de ser d'unes formes concretes. Els sostenidors s'anomenen wasoburajia, que aplana el pit, les calcetes han de ser tanga o cullott per no fer marca. L'obi és el cinturó que aguanta el quimono i que el manté en una posició recta adequada per tal que no es desfaci, i a la vegada és un motiu decoratiu molt important. L'obi necessita una cinta per mantenir-se recte i acabar d'ajustar el quimono; aquesta cinta es diu koshihimo. Aquesta cinta post ser de colors i teixits diferents. Les dones que porten quimono també porten uns petites bosses anomenades Baggu. Els tradicionals són de tela, però actualment poden ser de qualsevol material i forma, mentre combini amb el quimono. Els Tabi són els mitjons típics dels japonesos, es caracteritzen per tindre el dit gros del peu separat i la sola és dura; aquests mitjons tenen un tancat especial. Quan es porta un vestit formal s'han de portar de color blanc, però si és un vestit informal, es pot escollir entre una gran varietat de colors i decoracions. Els Geta són les sabates menys formals. Normalment estan confeccionades de fusta, alguns tenen dos tacs de fusta que formen una petita plataforma. Els més moderns són més baixets i acostumen a tenir sola de goma. El Suehiro s'utilitza per als dies calorosos i es caracteritza per ser més curt i petit que el ventall occidental

## Tipus de quimono
Els quimonos es basen en un patró en forma de “T” amb un coll en forma de “V” i amb unes àmplies mànigues. El quimono es confecciona a partir d'un Tan (una mida japonesa que correspon a 27 centímetres d'ample per 12 metres de llarg). Existeixen diferents tipus de quimonos i les diferències es basen en la llargària de les mànigues, la combinació dels diferents colors i els motius decoratius.
Primer de tot, hem de dividir els quimonos segons els tipus que hi ha, formals o informals, d'home o de dona.
Els quimonos femenins acostumen a ser teles més treballades i sofisticades, i el patró del quimono manté les mànigues més llargues, encara que les dones estiguin casades o no.
Un quimono d'homes sempre tindrà les mànigues més curtes que un quimono de dona casada (que també té les mànigues curtes).
El quimono d'home manté un patró més simple i amb colors moderats.
Els quimonos també es poden dividir entre formals i informals. Bàsicament es poden diferenciar pels colors, els teixits i sobretot per la presència (o no) del kamon, que és l'escut de la família, el màxim de formalitat implica tindre 5 kamom al quimono, per a expressar la màxima respectabilitat del moment.
Els quimonos formals acostumant a ser de teles riques com la seda, i els fets amb cotó o polièster pertanyen als quimonos d'estil informal.

### Quimonos femenins
Furisode significa balanceig de les mànigues. Aquest quimono es caracteritza per la llargària de les seves mànigues, ja que aquestes són d'entre 75-105 centímetres de llarg.
Segons la llargària de les mànigues el furisode es pot subdividir en tres grups: 
- oburisode: el més llarg (105 cm)
- chuburisode: de llargària mitjana (90 cm)
- kofurisode: el més curt (75 cm) i el menys formal dels tres

El furisode també és el quimono més formal, usat per les noies joves, concretament les solteres. Es caracteritza per tindre uns colors vius i exuberants. Amb aquest quimono s'intenta cridar l'atenció dels possibles pretendents; per això les dones joves i solteres l'acostumen a usar en les festes nupcials, la primera cerimònia del te o per la graduació de l'institut. El Uchikake és una part del vestit nupcial. És un quimono de mànigues llargues adornades amb brodats de colors molt brillants i amb motius generalment de grues, pins, aigua i flors. Està confeccionat amb la millor seda i la part inferior està farcida per donar-li així més volum. S'usa a sobre del shiromuku com una capa i sense obi. Originàriament va ser utilitzat per les dones de la noblesa en les ocasions formals, però actualment forma part del vestit nupcial
Shiromoku; s'usa el terme shiromuku per referir-se a l'uchikake totalment blanc. Significa, de forma literal, “blanc pur”, i actualment forma part del vestit nupcial.
El kakeshita és un furisode d'un sol color, el blanc, tot i que existeix tota una gamma de diferents colors blancs, i fins i tot hi ha núvies que porten el kakeshita d'un color blanc amb un toc de rosa. Forma part d'un dels vestits que s'utilitza en la cerimònia de casament.
El shitagasane és una capa del quimono nupcial, es porta sota el kakeshita i és una mica més curt. S'utilitza en la cerimònia nupcial.
El Hikifurisode o hanayom és un furisode de casament que la núvia se'l posa després de la cerimònia, pel banquet. Es caracteritza per tindre colors vius i les seves mànigues llargues.
El Mofuku és el quimono japonès tradicional que s'utilitza per expressar tristesa, com en els enterraments o en el Hoji (servei commemoratiu budista). L'utilitzen les dones de qualsevol estat civil, és totalment negre (inclòs l'obi), no té cap ornamentació excepte els escuts de la família, anomenats kamon (aquest quimono en pot portar fins a 5 kamon).
El kurotomesode és el quimono més formal per a les dones casades. El patró d'aquests quimonos es regeix per les normes més conservadores; per això els colors són sobris amb les mànigues curtes (entre 55-70cm). És de color negre de fons i té magnífics motius en la part inferior col·locats de forma asimètrica, però centrats en la part esquerra, ja que la part esquerra és sempre la part més important del quimono.Com més edat té la dona, més petit és el motiu decoratiu i més avall es troba. En el cas d'una dona jove és tot el contrari; com més jove sigui més gran serà la decoració i més brillants els colors. És el quimono més formal i, per això, sempre porta els cinc escuts de la família, quatre a la part superior de les mànigues i un a l'esquena. Els accessoris han de ser sempre de color daurat o argentat. Aquest quimono s'utilitza en cerimònies nupcials i recepcions i només el poden fer servir les dones més properes als nuvis, com la mare dels nuvis o les germanes casades.
L'Irotomesode es caracteritza per ser molt semblant al kurotomesode però sense ser de color negre. També té els motius decoratius situats a la part esquerra inferior però en aquest cas el poden portar dones solteres. El nombre de kamon que porti el quimono determina la formalitat del vestit (5,3,1 o cap). Aquest quimono es pot substituir per un homongi en una cerimònia formal, però un irotomesode amb un escut és més formal que un homongi. En el cas de les cerimònies nupcials les invitades que portin aquest quimono seran dones casades però sense ser família directa dels nuvis (amigues i altres parents). Aquest quimono es fa servir tant per les cerimònies nupcials com per les cerimònies formals 
El Houmongi que literalment significa quimono de visita, es pot fer servir tant per dones casades com per solteres en ocasions semiinformals (per a fer visites o per a les festes). Aquest quimono pot ser de qualsevol patró, però els motius asimètrics estan tenyits al voltant del cos sense trencar-se per les costures del quimono. És un quimono menys formal que els anteriors i normalment els teixits del quimono en la seva part interior (el forro) i del quimono exterior són diferents. La llargària de les mànigues és el que indica l'estat civil.
El Tsukesag no porta cap escut i s'utilitzen per a ocasions semiinformals. Els motius decoratius, tints i teixits van del muscle esquerre fins a la mà esquerra i de la mà dreta al muscle dret passant per l'esquena.
La diferència entre un Houmongi i un Tsukesage és que l'un té els motius decoratius de forma contínua, i l'altre té els motius decoratius separats.
L'Iromugi té com a característica principal que és l'únic que té un sol color, però sí que pot incorporar motius del mateix to. És possible usar-lo en ocasions semiinformals i és ideal per a la cerimònia del te. Com que incorpora un escut en la part posterior de l'esquena, es converteix en un quimono més formal. És una peça que s'utilitza sense importar l'edat o l'estat civil i normalment està confeccionat a partir de seda crepè o tsumugi.
El komon és un quimono d'ús diari, per tant és el més informal. Els delicats i petits patrons decoratius es distribueixen regularment per tota la tela, que es tenyeix mitjançant plantilles i s'utilitza per sortir a comprar i per les coses diàries.
L'Edo-komon és un tipus de komon que es caracteritza per ser un quimono on els motius decoratius són tan petits que en el seu conjunt formen un motiu decoratiu més gran. És l'únic komon que pot portar escut. En mirar de lluny el quimono sembla que sigui d'un color sòlid, per això equival en formalitat a un iromuji, i es pot fer servir en les mateixes ocasions.
El yukata és un quimono de cotó normalment utilitzat a l'estiu, però aquest quimono es pot subdividir en dos tipus diferents, un més elaborat (per les festes típiques) i un altre yukata per dormir.

#### Els motius decoratius segons l'estació
Els quimonos són peces de roba que, com hem vist, en la seva gran majoria estan decorats amb diferents motius i colors. Aquests motius decoratius responen a una sèrie de normes en què cada estació té els seus animals, colors i motius de la natura adequats.
Per a entendre quins motius decoratius té cada quimono primer hem de saber que l'any japonès es divideix en quatre estacions i cada una en tres, basant-se en els solsticis i equinoccis. En els límits de cada estació hi ha la possibilitat d'ajuntar els diferents motius de l'estació que es deixa i de l'estació que s'inicia. Però hi ha una manera de fer que un quimono sigui apte per totes les estacions de l'any, els motius decoratius han de ser d'una closca de tortura o bé una karabana (que és una flor mitològica xinesa).
La primavera, que és la primera estació, comença al febrer perquè en el calendari tradicional japonès es basa en el calendari xinès.
Començ de la primavera 
Flocs de neu, boira a l'alba i brots de bambú.
A mitjan primavera 
Flors de cirerer, orquídies, flor de préssec, ànecs mandarins i salzes
Fi de primavera:
Wisteria, Salze i Carpes
Durant tota l'estació: 
Papallones, trèvol japonès, lliris, hortènsies, peònies, magnòlies, narcisos, oronelles, prunes amb aigua i paó.

Començ d'estiu: 
Lliri blanc, verd, Flors i fulles de cirerer, peònies, fulles joves, pawlonia, Salze, oronelles sota la pluja i papallones 
A mitjan estiu: 
Mandarina xinesa, Iris, Ventalls i Focs artificials 
Fi d'estiu: 
Estels de Tanabata, Focs artificials, Jakago (motiu de cistells) i Girasol 
Durant tota l'estació: 
Wisteria amb fons porpra, Wisteria amb fons taronja, Trampes per a peixos, L'aigua que flueix, Roses, libèl·lules, Flor de lotus, Orquídia, card, Cascades i Campanetes

Començ de tardor: 
Trèvol Japonès, Grill i Jakago (motiu de cistells) 
A mitjan tardor:
Libèl·lula, Papallona, amb motius florals en les ales i Crisantem 
Fi de tardor: 
Fulles de zalce, Orquídia, Raïms, Mandarina xinesa, el fruit del caqui i Branques nues 
Durant tota l'estació: 
Campanetes Platycodon, Herba marró, Cervos, Oques i Perdiu.

Començ d'hivern
Tigre i lluna, Pi, Cistelles, Una cabana petita isolada i Crisantem 
A mitjan hivern: 
La sembra de novembre, Una processó, Gran nevada, pruna, Espirals i diagonals 
Fi d'hivern: 
Camelia i Narcis, 
Durant tota l'estació: 
Qualsevol element cobert de neu, Personatges del teatre Noh, Àguiles i Ànec mandarí

Any Nou: 
Battledore, Joc de cartes, Temari, Llagostí, Vaixell del tresor i Siluetes d'objectes tradicionals d'Any Nou

#### Els quimonos de les geishes
Les geishes i les maikos són un dels símbols més visibles de la societat japonesa i durant segles han sigut les encarregades de passejar i ensenyar la bellesa dels quimonos.
El quimono de les geishes s'anomena hikizuri o susohiki (quimono de dansa). Les mànigues de geisha arriben uns centímetres per sota dels malucs, aproximadament. Els colors del quimono de geisha són més foscs que el de Maiko, però també segueixen un determinat disseny d'estampat depenent del mes de l'any. A més d'això, l'estampat mai arriba fins a les espatlles.
En els mesos de juliol i agost, els més calorosos al Japó, en lloc de vestir un quimono de seda normal, les geisha i Maiko vesteixen un quimono de seda molt més fi. Aquest tipus de quimono s'anomena Ro, i es caracteritza per ser una tela molt fina, confeccionada amb fines línies rectes.

#### Els quimonos de les maikos
El quimono de les maikos és diferent del de les geisha quant al seu disseny i es coneix amb el nom de hikizuri. Les mànigues d'una Maiko són més llargues que la d'una geisha. Aquestes mànigues queden uns centímetres per sota dels genolls. La longitud i amplada d'aquest tipus de quimono és molt superior a les mesures de la Maiko. Pot ser considerat talla única, encara que perquè un quimono quedi perfecte, és millor fer un encàrrec a mida. El fet de tenir unes mesures tan grans és per aconseguir un ajustament perfecte a la figura de la Maiko, i per aconseguir una llarga cua del quimono després de ser ajustat. Aquesta té com a finalitat semblar que la Maiko, en caminar sobre el tatami, està surant. Els colors d'una Maiko són molt més acolorits que els d'una geisha, però sempre s'han de seguir uns estampats i colors en concret per a cada mes de l'any. Tant les maikos com les geishes segueixen un patró de colors per cada estació: a la primavera, rosa; a l'estiu, negre; a la tardor, taronja; i a l'hivern, verd.

### Els quimonos masculins
Les mànigues del quimono masculí es cusen per darrere completament, a diferència de les de les dones que es deixa un espai perquè s'entrevegi el juban (quimono interior). D'aquesta manera poden usar les seves mànigues de butxaca. La punta de les mànigues de l'home mai són arrodonides, sinó més aviat quadrades. Si un home portés les mànegues arrodonides, perdria la seva masculinitat; per això, les mànegues més arrodonides del quimono les porten les nenes. El quimono d'home no es doblega a la cintura formant l'ohashori. Està adaptat totalment a l'alçada de l'home, hi poden haver lleugeres variacions. Els homes usen el kaku-obi o heko-obi, un obi molt més estret que el de les dones. Els colors solen ser més sobris en el cas dels homes (verds, blaus, grisos, negres, blancs, tots molt apagats) i els motius (si n'hi hagués) menys ostentosos.
Pels homes existeixen dos tipus de quimonos diferents : El quimono informal i el formal.
El quimono formal porta un haori, que és una jaqueta, semblant al quimono, però aproximadament amb la meitat de la longitud, que es porten a la part superior del quimono llarg. La jaqueta haori del quimono es porta lleugerament oberta.
Els homes, la majoria de les vegades, porten el quimono negre, gris, blau o marró, colors apagats, encara que també solen tenir un subtil patró en el teixit o d'impressió, amb colors apagats de les característiques, incloent-hi, prunes i verds.
Hakam és un pantaló folgat que a vegades s'usa en arts marcials i posseeix fins a set plecs, cadascun representa les virtuts del guerrer tradicional, (tradicionalment fins als genolls) que es col·loca damunt del quimono.
El quimono informal és de tons foscs i neutres com el marró, el blau, el gris i el negre. S'acostuma a portar cenyit amb un obi (els ibis dels quimonos masculins són molt diferents dels obis femenins) i aquest quimono no porta kamon (escuts familiars). El yukata és el millor exemple de quimono informal masculí. Aquests són usats pels homes en els festivals d'estiu i per descansar.

## El quimono en l'actualitat
El quimono, actualment, es troba en una situació molt millor que durant els anys 90. En els anys 90 la societat japonesa (sobretot els joves) no utilitzaven gairebé mai el quimono a excepció del casament (i només el quimono femení), ja que ho trobaven antiquat i per gent gran. La societat en general, però sobretot els homes, en la dècada dels 90 es vestien de forma occidental, ja que era el que en aquells moments s'entenia com a actual, significava estar a la moda, era el més prestigiós.
La moda de quimonos japonesos va renéixer sobretot passats els 90 gràcies, en gran part, al fet que la indústria va començar a innovar, tant en teixits com en complements que feien que la gent jove els trobés més actuals, però que a la vegada no perdessin el seu significat tradicional, així la societat japonesa no rebutja el quimono, ja que l'entén com una peça de vestir maca i tradicional, però encara hi ha reticències a usar-lo habitualment pel carrer.
Actualment el quimono s'ha establert amb un estatus de peça de vestir per a ocasions especials, com les graduacions dels alumnes, els casaments o les festes i reunions familiars. En aquests moments importants, la gent es vesteix amb els seus quimonos, bé tradicionals (heretats) o bé amb quimonos d'última moda.
La realitat és que el quimono és un vestit apreciat tant per la seva bellesa com per la seva història, i en molts llocs del món podem trobar veritables col·leccionistes d'aquests vestits.